# إسماعيل كاربونيل
إسماعيل كاربونيل (بالإسبانية: Ismael Carbonell Samé)‏ هو مجدف كوبي، ولد في 5 فبراير 1959 في Songo – La Maya ‏ في كوبا.

## وصلات خارجية
- إسماعيل كاربونيل على موقع الاتحاد الدولي للتجديف (الإنجليزية)
- إسماعيل كاربونيل على موقع اللجنة الأولمبية الدولية (الإنجليزية)
- إسماعيل كاربونيل على موقع أوليمبيديا (الإنجليزية)